# Hamidiés
Pour les articles homonymes, voir Hamidiye.

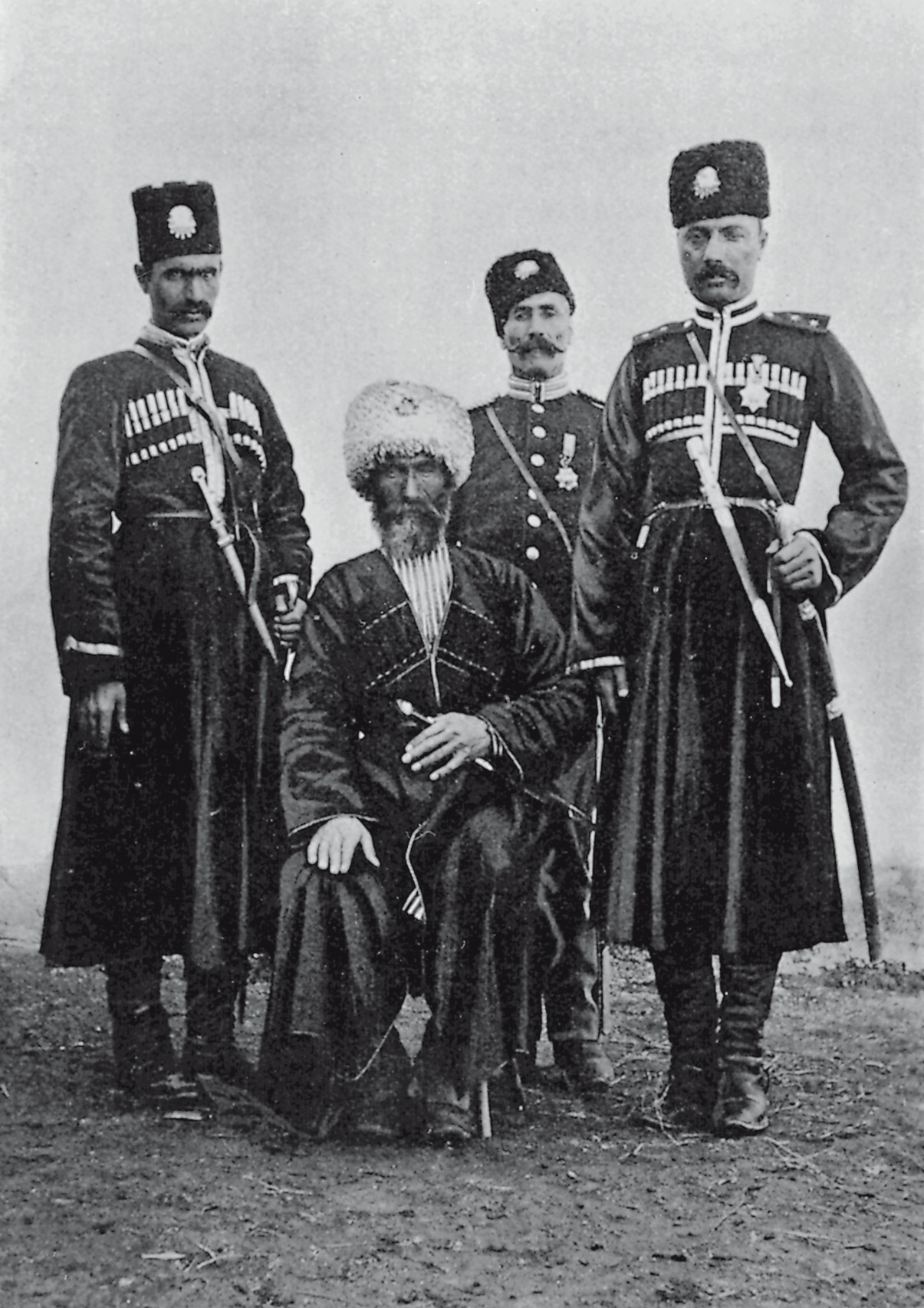
Groupe de Kurdes des Hamidiés, 1901.

Les Hamidiés, de leur nom complet Hamidiye hafif süvari alayları (régiments de cavalerie légère hamidiés), sont un corps de l’armée ottomane créé en 1891 et recruté principalement parmi les tribus kurdes. Ils tiennent leur nom, Hamidiye, du sultan Abdülhamid II, Hamid étant la forme brève pour Abdülhamid. Après la chute d’Abdülhamid II en 1909, les Hamidiés sont maintenus sous le nom de Aşiret Süvari (cavalerie tribale). Ils ont été impliqués dans des violences, massacres et exactions contre la population civile, surtout arménienne. Ils disparaissent à la fin de la Première Guerre mondiale en Orient.

## Fondation

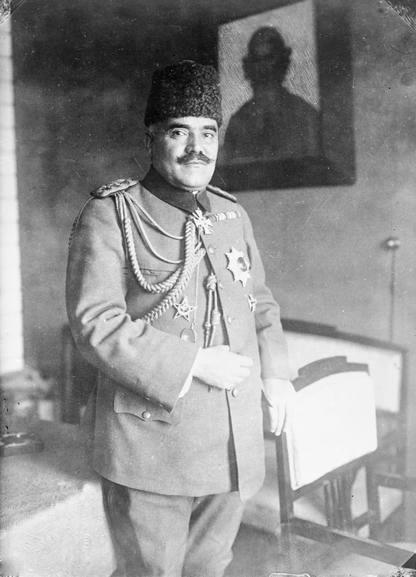
Zeki Pacha en 1918.

En 1891, sur une proposition du général (futur maréchal) Zeki Pacha (en), époux d’une princesse de la famille impériale, le sultan Abdülhamid II (qui règne de 1876 à 1909) décide de créer un corps de cavalerie irrégulière sur le modèle des cosaques de l’armée impériale russe. Ces régiments, baptisés Hamidiés en l’honneur du sultan, seront recrutés dans les populations tribales musulmanes de l’est de l’Empire : ils sont destinés à défendre la frontière contre l’expansion de l’Empire russe mais aussi à réprimer les velléités d’indépendance des populations minoritaires, en particulier des Arméniens.
Les Hamidiés constituent jusqu’à 63 régiments en 1898, avec un effectif total de 30 000 à 60 000 hommes. Ils sont basés en Anatolie orientale, dans la région des Six vilayets proches des frontières russe et persane mais qui abritent aussi une forte population arménienne. Leur commandement central se trouve à Muş puis à Eleşkirt. Ils dépendent militairement de la 4e armée, commandée par Zeki Pacha, qui défend les frontières du Caucase ; Zeki Pacha fait figure de protecteur des Hamidiés contre l’administration civile et, en 1892, il fait renvoyer un gouverneur d’Erzurum qui s’opposait à l’armement des Kurdes.
Les Hamidiés sont recrutés en grande majorité parmi les tribus kurdes sunnites. Cependant, deux régiments de la région de Karakilise (Ağrı) sont recrutés dans des tribus d’Azéris chiites, les Qarapapaqs (en) et Terekeme (en) ; un autre se compose d’Arabes Tayy de Nusaybin.

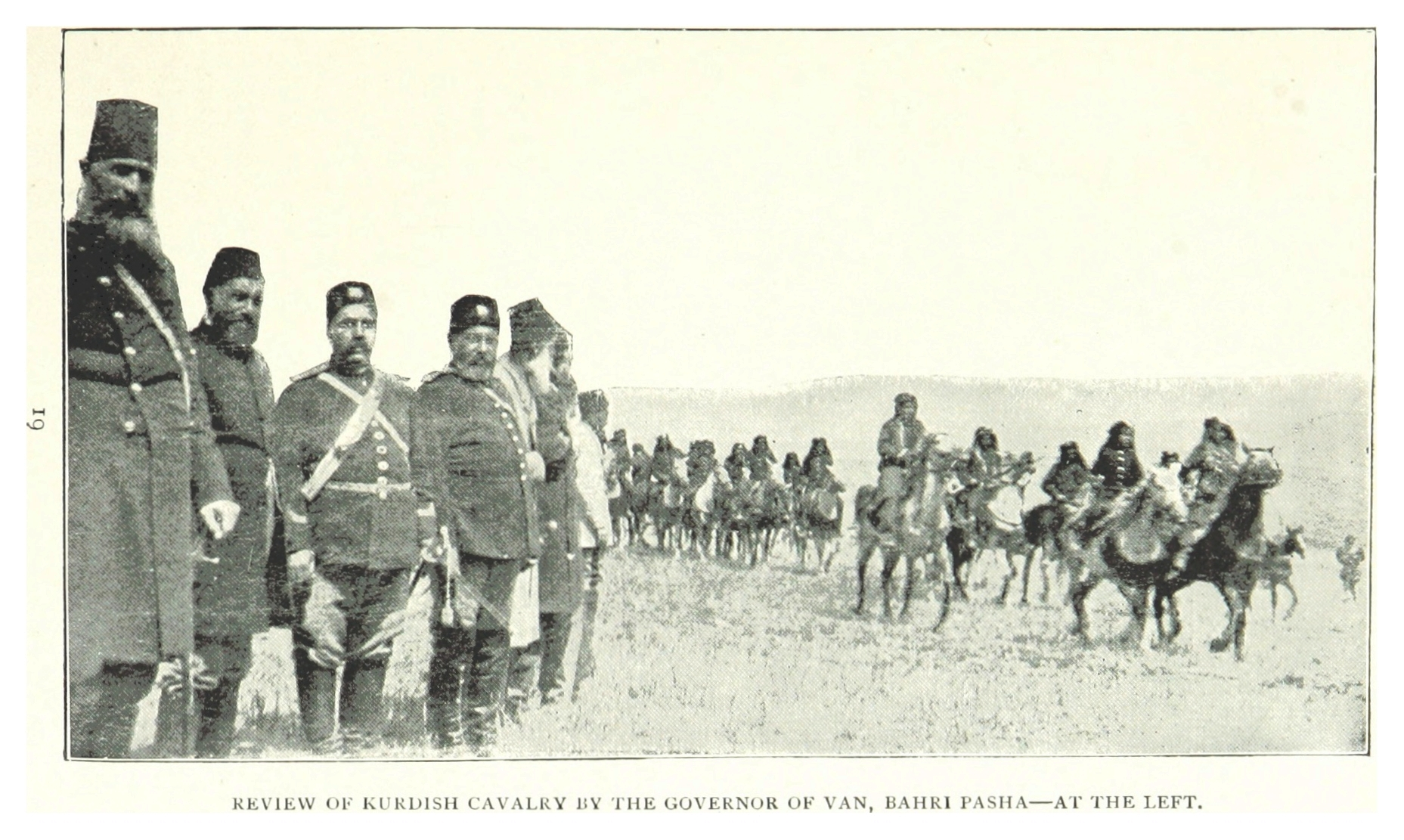
La cavalerie tribale kurde passant en revue devant le gouverneur de Van, 1895.

Beaucoup de tribus kurdes refusent de participer au système des Hamidiés ; des mutineries éclatent même dans la région de Dersim parmi les recrues alévies.
Les Hamidiés prêtent un serment de fidélité personnelle au sultan et échappent à peu près complètement aux autorités civiles. Des chefs d'Hamidiés obtiennent la faveur de faire éduquer leurs fils à l’École tribale impériale de Constantinople, créée en 1892 et destinée à l’origine aux chefs des tribus arabes,. Parmi les chefs tribaux devenus officiers des Hamidiés, certains atteindront le rang élevé de pacha, notamment ceux des tribus Mîran, Millî et Hayderan.

## Exactions
De nombreuses exactions sont attribuées aux Hamidiés. Ceux-ci bénéficient d’une impunité à peu près totale tant que les victimes ne sont pas d’autres Hamidiés. Un chef de la tribu Mîran, accusé de pillages, meurtres et incendies, obtient le pardon et même une escorte de gendarmes, pour la migration annuelle de ses troupeaux, en acceptant de lever deux régiments hamidiés. Inversement, les petites tribus nomades non intégrées au système des Hamidiés, appauvries par la pression de ces derniers, sont durement réprimées lorsqu’elles pratiquent le pillage des sédentaires. Les privilèges accordés à certaines tribus kurdes à travers le système des Hamidiés, distribution d’armes et de soldes, impunité judiciaire, confiscation de terres à leur profit, compromettent l’équilibre entre populations dans l’Est anatolien ; les villageois arméniens, influencés par la propagande du Parti social-démocrate Hentchak, réagissent par une grève des impôts puis par la formation de groupes armés (fédaïs arméniens), bien que l’importance de ces groupes soit exagérée par la propagande du sultan pour justifier la répression ottomane. Les Hamidiés participent à différents degrés à la répression des révoltes arméniennes de Sassoun (1894) et de Zeytoun (1895-1896) (en).
En 1895, Abdülhamid II est informé des excès attribués à ses « cosaques kurdes » : « L’on prétend que depuis que ces régiments ont été créés, les violences des Kurdes à l’égard de la population arménienne des provinces orientales auraient considérablement augmenté ; on craint aussi qu’après avoir été armés par nous, les Kurdes se révoltent pour se rendre indépendants. »
Mais le sultan traite ces reproches par le mépris. Il est convaincu qu’une fois surmontées ces « maladies d’enfance », les Hamidiés deviendront une troupe disciplinée et efficace au service de l’Empire.

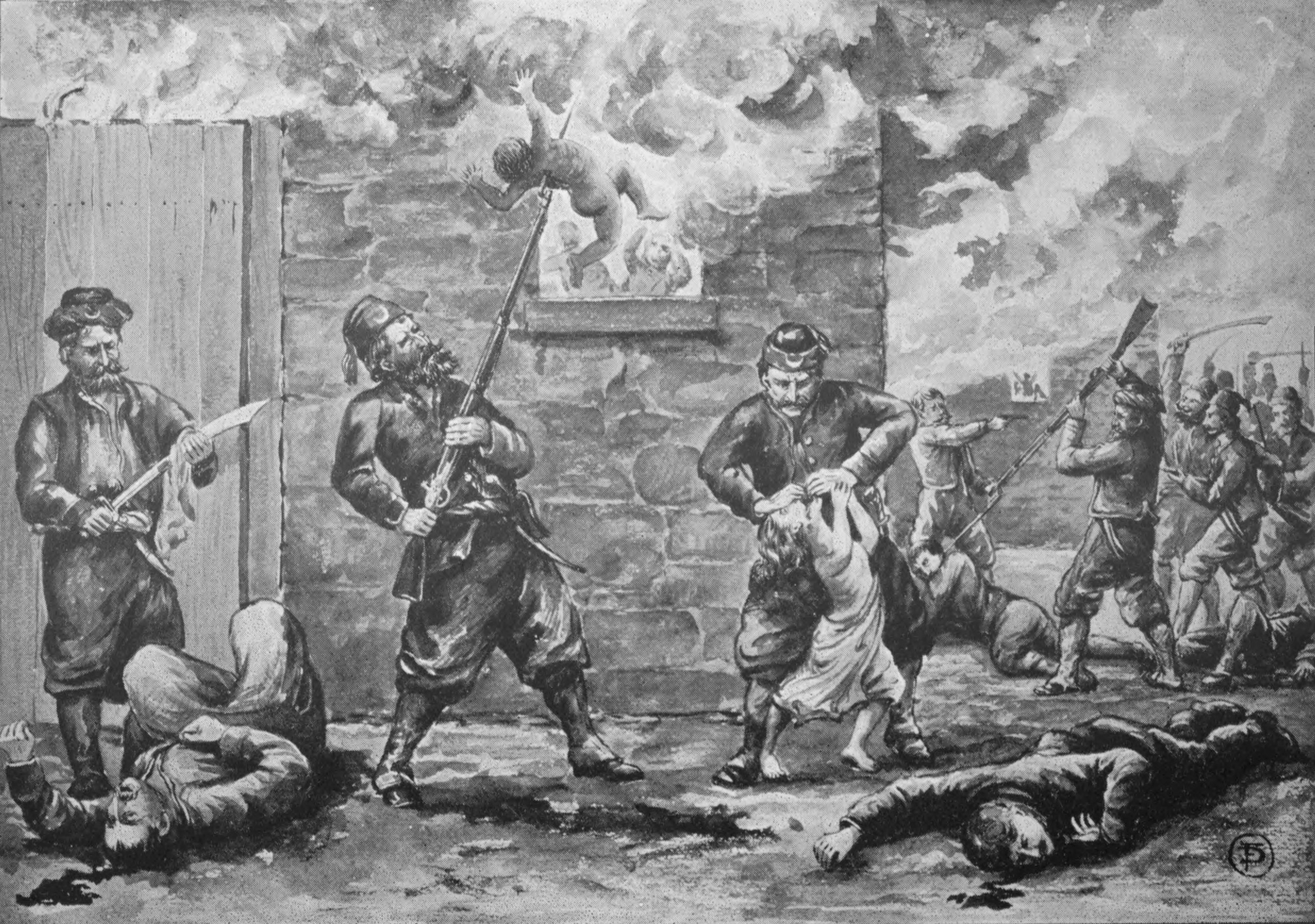
Massacre d'Arméniens dans l'Empire ottoman. Gravure britannique, 1896.

En août 1896, à la suite de la prise en otage de la Banque ottomane de Constantinople par un commando révolutionnaire arménien, des soldats hamidiés de la caserne Selimiye prennent une part active aux émeutes anti-arméniennes qui font 8 000 tués dans la capitale.
Certaines recherches récentes tendent à relativiser le rôle des Hamidiés dans les massacres de civils arméniens (massacres hamidiens). Les premiers massacres surviennent dans des villes où ne vivent que peu de Kurdes et ce n’est que plus tard que les violences s’étendent aux zones rurales où cohabitent Kurdes et Arméniens. Les massacres du Sassoun, en 1894, sont surtout commis par les troupes régulières et non par les Hamidiés,. D’autre part, des intellectuels kurdes comme Abdurahman Bedir Khan (descendant de l’émir kurde Bedirxan Beg) et Abdullah Cevdet (un des fondateurs des Jeunes-Turcs) protestent contre l’enrôlement des Kurdes dans les Hamidiés et leur emploi dans des tâches de répression.
Les tribus intégrées au système des Hamidiés en profitent pour étendre leur puissance régionale, souvent aux dépens d’autres populations, sans tenir compte des ordres du commandement ottoman. Plusieurs régiments hamidiés pratiquent des raids de « prédation » contre les villageois arméniens mais aussi contre la bourgeoisie citadine musulmane et parfois contre des tribus rivales. En 1897 et 1898, des régiments hamidiés mènent des razzias contre une tribu alévie puis contre un cheikh naqshbandi de Dahuk. En 1898-1899, entre Urfa et Siverek, des affrontements opposent deux tribus organisées en régiments hamidiés, les Millî et les Karakeçi. En 1904, les Hamidiés de la tribu Millî refusent de prendre part à une campagne contre les tribus arabes.
Des chefs des Hamidiés profitent de leurs fonctions pour accaparer des terres confisquées aux Arméniens. Mehmet Celal Bey, gouverneur du vilayet d'Erzurum en 1910-1911, cite le cas d’un officier des Hamidiés, chef de la tribu des Haydaranli, qui s’était emparé de cinq ou six villages, et d’un autre officier qui s’était taillé illégalement un vaste domaine entre Karakilise (Ağrı) et Bayezid. Ces confiscations sont généralement tolérées par les autorités impériales car elles renforcent la loyauté des chefs kurdes fidèles tout en affaiblissant les populations arméniennes considérées comme suspectes. La crainte de devoir restituer les terres saisies alimentera l’hostilité des chefs tribaux kurdes envers les Arméniens pendant et après la Première Guerre mondiale.
À partir de 1900, en raison de la multiplication des plaintes, Zeki Pacha s’efforce de limiter les exactions des Hamidiés. Cependant, d’après des sources consulaires, Zeki Pacha lui-même a accumulé une fortune considérable, estimée de douze à quinze millions de francs par un consul de France, en profitant des exactions des Hamidiés et des chefs kurdes.
En 1906-1907, les notables d’Hınıs, Bitlis et Diyarbakir organisent des mouvements de protestation à la fois contre les abus de l’administration ottomane et contre les Hamidiye.

## La cavalerie tribale après Abdülhamid

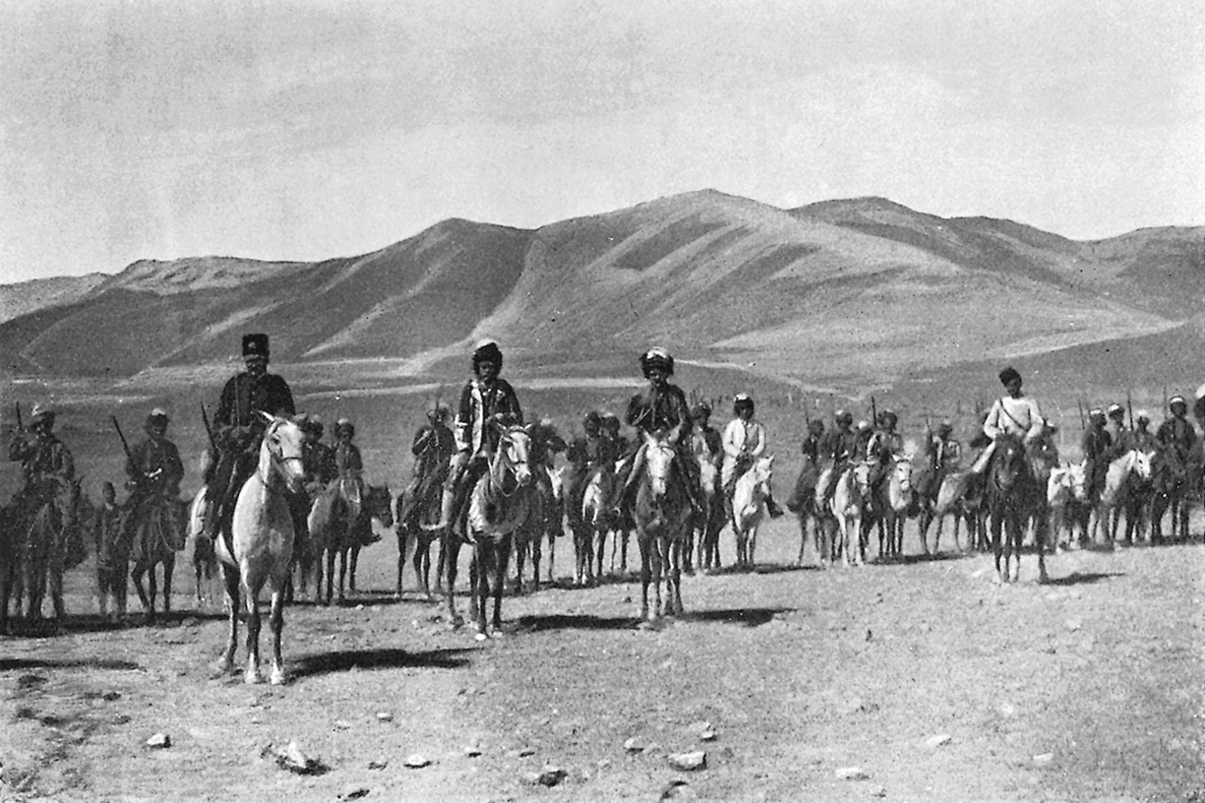
Cavalerie hamidiée près du village de Gumgum (Varto), 1901.

La révolution des Jeunes-Turcs, en juillet 1908, entraîne une remise en cause générale des institutions créées par Abdülhamid. Zeki Pacha est démis de ses fonctions en août 1908. La marginalisation, puis la déposition d’Abdülhamid, à la fois figure religieuse respectée comme calife et protecteur éminent des tribus à travers le système des Hamidiés, crée un certain désarroi chez les Kurdes.
Ibrahim Pacha, général des Hamidiés et chef de la tribu kurde Millî, entre en révolte contre le gouvernement constitutionnel : lors de la déposition du sultan Abdülhamid, en avril 1909, il marche sur Damas à la tête de 15 000 Kurdes fidèles au sultan ; se voyant isolé, il finit par évacuer la ville et repart vers sa ville d’origine, Viranşehir, mais il est tué sur le chemin du retour par des Arabes Chammar partisans du régime des Jeunes-Turcs. À l’automne 1909, un groupe d’officiers hamidiés, mené par Hüseyin Paşa Haydaranlı, déserte et passe au service de la Perse.
En 1910, les Hamidiés sont réorganisés sous le nom de Régiments tribaux de cavalerie légère (Aşiret Hafif Süvarı Alayları) et leur encadrement est renforcé par des officiers de l’armée régulière.
En 1911, la 4e armée (Empire ottoman) est remplacée en Anatolie orientale par la 3e armée. Celle-ci intègre quatre divisions de cavalerie tribale (Aşiret Süvari), nouveau nom pour désigner le corps des Hamidiés, totalisant vingt-quatre régiments :
- 1re division de cavalerie tribale, Erzurum ;
- 2e division de cavalerie tribale, Karakilise ;
- 3e division de cavalerie tribale, Erdiş ;
- 4e division de cavalerie tribale, Mardin[11].

Pendant les guerres balkaniques de 1912-1913, les régiments tribaux kurdes sont mis à contribution. Ils arrivent sur le front bulgare au début de 1913 et subissent de lourdes pertes. Selon un rapport britannique, en mars 1913, les tribus kurdes Millî, Karakacheli, Kitkan et Barazi étaient prêtes à proclamer leur indépendance si les Bulgares s’emparaient de Constantinople.
En 1914, les Kurdes sont toujours réfractaires à la conscription ; cependant, l’appel au djihad lancé par le sultan-calife en novembre 1914 permet de recruter des volontaires kurdes formant quatre divisions de réserve en vue de la campagne du Caucase. En novembre 1914, la première offensive russe dans le Caucase (offensive Bergmann) tourne au chaos pour les deux armées ; beaucoup de soldats kurdes désertent ou passent à l’ennemi. Enver Pacha, un des chefs du gouvernement militaire ottoman, appelé pour prendre le commandement de la 3e armée, décide de dissoudre les quatre divisions tribales le 21 novembre 1914 et ne laisse subsister que deux brigades de cavalerie regroupant les éléments les plus loyaux. Après le désastre ottoman de Sarıkamış, alors que l’armée russe pénètre de plus en plus profondément en pays kurde, un certain nombre de Kurdes continuent le combat au sein des forces ottomanes. C’est le cas des trois régiments de la tribu Cibran commandés par Cibranlı Halit Bey.